# 疣枝卫矛
疣枝卫矛（学名：Euonymus verrucosoides），又名疣点卫矛、拟瘤枝卫矛，为卫矛科卫矛属的植物，为中国的特有植物。分布于中国大陆的湖北、甘肃、陕西、河南、四川等地，生长于海拔800米至3,700米的地区，目前尚未由人工引种栽培。